# Al-Muntada al-Adabi
Al-Muntadā al-Adabī (trad.lit. Clubul Literar) a fost o organizație înființată în vara anului 1909, în ultimii ani ai Imperiului Otoman, pentru a promova cultura arabă. Obiectivele sale declarate public erau apolitice, dar societatea a devenit un incubator pentru mișcarea arabă naționalistă în creștere.
Revoluția din 1908 a Comitetului Unității și Progresului și a Junilor turci a promis să implementeze reforme politice și să formeze un guvern constituțional care să conducă Imperiul Otoman. Revoluția a fost salutată pe tot cuprinsul lumii arabe de cei care sperau la o recunoaștere mai largă a limbii și culturii arabe. În practică însă, noul regim a căutat sporirea controlului central de la Constantinopol și impunerea turcei otomane ca limbă oficială de guvernare pe tot întinsul imperiului.
În 1909, un grup de politicieni și intelectuali arabi a deschis club în Constantinopol, cu săli de ședințe, o bibliotecă și un hostel. Acesta a fost numit „Al-Muntadā al-Adabī” - Clubul Literar. Inițial, deoarece nu avea o agendă politică declarată, clubul a fost acceptat de autoritățile Comitetului Unității și Progresului. A fost un succes imediat, atingând rapid un număr de câteva mii de membri, mai ales studenți, și a deschis sucursale în Siria și Irak. 
După izbucnirea Primului Război Mondial, organizația a fost suspectată de implicare în activități anti-otomane. În 1915, patru membri ai filialei din Beirut au fost găsiți vinovați de trădare și spânzurați la ordinul lui Gemal Pașa.
La sfârșitul războiului, clubul a fost reînființat, pe 28 ianuarie 1918, la Ierusalim, și era în mare parte dominat de membri de vază ai familiei Nashashibi, în special de scriitorul Isʿaf. Clubul a adoptat poziții în favoarea naționalismului arab și a a solicitat independența totală a arabilor și uniunea palestiniano-siriană. De la sediul său din Ierusalim, clubul a ajutat la organizarea unei mișcări anti-sioniste cu activități răspândite până în Liban și Siria, unde avea filiale. Odată cu căderea, în 1920, a guvernului arab sirian al lui Faisal I ibn Hussein, clubul și-a pierdut o sursă majoră de sprijin și finanțare și a fost eclipsat de înființarea, în același an, a Executivului Arab.